# Reham Awwad
Pour les articles homonymes, voir Awwad.
Reham Awwad est un médecin égyptien. Elle est la première femme chirurgien esthétique et de reconstruction du Maghreb. Ayant consacré sa thèse à l' excision, elle se décide de réparer les femmes victimes du phénomène en Egypte.

## Biographie
Reham Awwad, est diplômée de la Gulf Medical University en 2008 aux Émirats arabes unis et a commencé sa formation à l'hôpital IMC de Djeddah, en Arabie saoudite, en chirurgie esthétique et reconstructive. Elle a ensuite suivi un programme de formation en attachement chirurgical au Presbyterian/Weill Cornell Medical Center à New York, aux États-Unis, et a participé à certains programmes de recherche. Reham Awwad a consacré sa thèse de maîtrise en chirurgie à l'hôpital universitaire Kasr El Aini du Caire. Elle a été formée aux procédures liées à la gynécologie esthétique et poursuit actuellement son travail avec le Dr Amr AboAlyazid dans le domaine de la gynécologie esthétique et de la santé sexuelle,,.

## Militantisme
Reham a fait équipe avec le Dr Amr Seif Eldin et a lancé "Restore FGM", qui peut également être considéré comme une lueur d'espoir pour les femmes de la région du Moyen-Orient et de l'Afrique du Nord. Il s'agit d'un centre de traitement multidisciplinaire pour les survivantes de mutilations génitales féminines en Égypte et au Moyen-Orient. Le centre fournit des soins médicaux, des opérations chirurgicales et un traitement psychologique aux patientes, ce qui accélère leur processus de guérison,.